# Русский курьер (2003)
«Ру́сский курье́р» — еженедельное российское общественно-политическое издание, изначально выходившее в печатном бумажном варианте, а затем перешедшее в онлайн-вариант.

## История газеты
Пилотный номер вышел в свет 22 апреля 2003 года. На постоянной основе газетная версия «Русского курьера» выходила с мая 2003 года при участии журналистов, ушедших из «Новых известий» несколькими месяцами ранее. Среди постоянных авторов издания были Игорь Голембиовский, Владимир Кара-Мурза-старший, Отто Лацис, Сергей Агафонов, Елена Ямпольская, Зоя Светова, Алина Ребель и др. Официально заявленный тираж газеты — 35800 экземпляров. Издателем газеты являлась компания «Издательский дом Х. Г. С.». Генеральным директором издательского дома являлся Игорь Яковенко, тогдашний секретарь Союза журналистов России. Издание отличалось чёткой, резко оппозиционной направленностью по отношению к действующей российской власти. Основным владельцем этого издательского дома являлся председатель совета директоров холдинга «Медиа-пресса» Яков Соскин. Кроме газеты, «Издательский дом Х. Г. С.» выпускал также книги и ряд периодических изданий, таких, как, журналы Marry Man, «Ностальгия+» и «Авто+».
Изначально выходила ежедневно, кроме воскресенья, позже — один раз в неделю по понедельникам, объём — 24 полосы. Главными редакторами газеты в разное время были Игорь Голембиовский, затем Сергей Фролов. Газета публиковала информационно-аналитические статьи, журналистские расследования, новости культуры и спорта на русском языке. Помимо этого, публиковалась программа передач шести метровых и четырёх дециметровых российских телеканалов («Первый», «Россия», ТВ Центр, НТВ, «Культура», ТВС/«РТР-Спорт», М1, REN-TV, СТС и ТНТ). Газета имела широкую корреспондентскую сеть в регионах, постоянные корреспонденты работали во многих городах России и стран СНГ (в частности, в Минске).
В апреле 2005 года выход издания был прекращён по финансовым причинам. 31 марта весь коллектив, включая главного редактора Голембиовского, был уволен. По словам Игоря Яковенко, газета не оправдала надежд как коммерческий проект, была крайне убыточна, а рекламодатели неохотно шли на сотрудничество с ней ввиду её оппозиционной направленности.
Игорь Яковенко:

После первого же номера был вызван вместе с инвестором на ковёр к А. А. Жарову, который тогда ещё не добрался до интернета, а гнобил печать. И тот, понимая, что мне угрожать бессмысленно, демонстративно сквозь меня объяснил инвестору, что лучше всего ему прекратить финансировать отморозков. Сошлись на том, что в газете не будет карикатур на Путина и издание просуществовало некоторое время. Так что тут выбор прост: либо лавируешь и вещаешь в эфире и зарабатываешь на рекламе, либо уходишь в интернет, теряя в аудитории и в деньгах.

30 мая 2005 года выпуск издания был восстановлен, вместо Игоря Голембиовского новым главным редактором стал Сергей Фролов. Он предложил иную концепцию, охарактеризованную как «газета национальных интересов», которая говорила бы о национальной идее или о каких-либо связанных с ней ценностях. Политическая позиция газеты, тем самым, сменилась на умеренно-прогосударственную.
В 2013 году «Русский курьер» полностью перешел в онлайн-вариант и освещал все самые актуальные и интересные новости политики, экономики, культуры и спорта на своём сайте, располагавшемся по адресу ruscur.ru. Последние сохранённые в архиве интернета страницы бывшего официального сайта газеты относятся к периоду с 27 ноября по 2 декабря 2017 года. В настоящее время сайт издания закрыт и перенаправляет на другую страницу с заголовком «Русский курьер. Деловые новости».